# Lieder Tour
Die Lieder Tour war die erste Solo-Tournee des deutschen Popsängers Adel Tawil.

## Hintergrund
Bei der Lieder Tour handelte es sich um die erste Tournee Tawils als Solo-Künstler. Sie diente zur Promotion für sein Debütalbum Lieder. Die Tour erstreckte sich über eineinhalb Jahre und erfolgte in mehreren Teilabschnitten. Die Tour begann am 21. März 2014 in der Olympiahalle München und endete nach 62 Konzerten am 19. September 2015 in der Messe- und Veranstaltungshalle in Löbau. Vom 5. Juni bis 27. September 2014 spielte Tawil Open-Air-Konzerte. Die Tour führte Tawil 56 Mal nach Deutschland, sowie fünf Mal nach Österreich und einmal in die Schweiz. In Berlin, Chemnitz, Halle (Westf.), Hamburg, Hannover, München, Schwerin und Wien spielte Tawil jeweils zwei Konzerte. Das Gerry-Weber-Stadion war der einzige Veranstaltungsort an dem zwei Konzerte stattfanden.
Während des ersten Tourabschnitts wurde Tawil vom John Lennon Educational Tour Bus begleitet. Dabei handelt es sich um ein Projekt, das Kindern und Jugendlichen ermöglicht, eigene Erfahrungen mit dem Erschaffen von Musik, Videos und Multimedia-Anwendungen zu machen. Dies passiert in einem 26 Tonnen schweren Omnibus, der unter anderem mit einem voll ausgerüstetem Ton- und Videostudio, Aufnahmekabinen, einer Dachterrasse für Liveauftritte, Satellitenübertragungsmöglichkeiten für Live-Streamings und vielen mehr ausgestattet ist.
Das Konzert vom 26. September 2014 im Münsteraner Schlosspark wurde für Tawils erstes Live-/Videoalbum Lieder Live aufgezeichnet. Das Open-Air-Konzert erfolgte im Rahmen der Feierlichkeiten zum 750-jährigen Jubiläums des Sankt-Paulus-Doms vor rund 10.000 Fans.

## Touränderungen
Der Tourauftakt sollte eigentlich bereits im Herbst 2013 erfolgen, doch dadurch, dass sich die Arbeiten an seinem Debütalbum verzögerten, wurde die Tour verschoben und begann letztendlich am 21. März 2014. Ein geplantes Konzert im Rahmen der N-Joy-Beachparty in Warnemünde am 31. Juli 2015 musste aufgrund von Unwetterwarnungen abgesagt werden.

## Vorgruppen
Während des ersten Tourabschnitts vom 21. März bis zum 13. April 2014 (18 Konzerte) trat bei allen Konzerten der deutsche Singer-Songwriter Benne im Vorprogramm auf. Ebenfalls während des ersten Tourabschnitts trat bei allen Konzerten zwischen dem 27. März und dem 13. April 2014 (14 Konzerte) die deutsche Singer-Songwriterin Madeline Juno im Vorprogramm auf. Am 12. Juli 2015 spielte die österreichische Indie-Pop-Band Back to Felicity im Vorprogramm in Linz. Bei sieben Konzerten (zwischen dem 29. März bis 12. April 2014) trat der US-amerikanische Musiker Matisyahu als Gastsänger auf.

## Band-Mitglieder
- Maria Helmin: Gesang und Geige
- Frank Kernbach: Bass
- Jan Lehmann: Keyboard
- Thimo Sander: Gitarre und Musikdirektor
- Sebastian “Captain Schmiddle” Schmidt: Schlagzeug
- Cem Arnold Süzer: Gesang und Perkussion
- Adel Tawil: Gesang
- Jan Terstegen: Gitarre[11]

## Tourdaten
| Datum              | Stadt                | Veranstaltungsort              | Land        |
| ------------------ | -------------------- | ------------------------------ | ----------- |
| 21. März 2014      | München              | Olympiahalle                   | Deutschland |
| 22. März 2014      | Wien                 | Wiener Stadthalle              | Österreich  |
| 24. März 2014      | Freiburg             | Rothaus Arena                  | Deutschland |
| 25. März 2014      | Stuttgart            | Porsche-Arena                  | Deutschland |
| 27. März 2014      | Hannover             | TUI Arena                      | Deutschland |
| 28. März 2014      | Schwerin             | Sport- und Kongresshalle       | Deutschland |
| 29. März 2014      | Berlin               | o2 World                       | Deutschland |
| 31. März 2014      | Magdeburg            | GETEC Arena                    | Deutschland |
| 1. April 2014      | Köln                 | Lanxess Arena                  | Deutschland |
| 3. April 2014      | Hamburg              | o2 World                       | Deutschland |
| 4. April 2014      | Oberhausen           | König-Pilsener-Arena           | Deutschland |
| 5. April 2014      | Nürnberg             | Arena Nürnberger Versicherung  | Deutschland |
| 7. April 2014      | Leipzig              | Arena Leipzig                  | Deutschland |
| 8. April 2014      | Chemnitz             | Chemnitz Arena                 | Deutschland |
| 9. April 2014      | Saarbrücken          | Saarlandhalle                  | Deutschland |
| 11. April 2014     | Frankfurt am Main    | Festhalle                      | Deutschland |
| 12. April 2014     | Erfurt               | Messehalle Erfurt              | Deutschland |
| 13. April 2014     | Halle (Westf.)       | Gerry-Weber-Stadion            | Deutschland |
| 5. Juni 2014       | Wolfhagen            | Kulturzelt                     | Deutschland |
| 9. Juni 2014       | Oppenau              | rock2beats-Festival            | Deutschland |
| 11. Juni 2014      | Bensheim             | Hessentag 2014                 | Deutschland |
| 29. Juni 2014      | Wien                 | Donauinsel                     | Österreich  |
| 4. Juli 2014       | München              | Tollwood-Festival              | Deutschland |
| 5. Juli 2014       | Pörtschach           | Bodypainting Festival          | Österreich  |
| 11. Juli 2014      | Salzgitter           | Kultursommer                   | Deutschland |
| 18. Juli 2014      | Butzbach             | Schlosshof                     | Deutschland |
| 25. Juli 2014      | Bremerhaven          | Stadthalle Bremerhaven         | Deutschland |
| 2. August 2014     | Trier                | Amphitheater Open Air          | Deutschland |
| 15. August 2014    | Norderney            | Summertime@Norderney           | Deutschland |
| 17. August 2014    | Ralswiek             | Naturbühne                     | Deutschland |
| 23. August 2014    | Berlin               | Kindl-Bühne Wuhlheide          | Deutschland |
| 28. August 2014    | Bochum               | Special Festivals              | Deutschland |
| 30. August 2014    | Dresden              | Großer Garten                  | Deutschland |
| 31. August 2014    | Hamburg              | Stadtpark Freilichtbühne       | Deutschland |
| 6. September 2014  | Schwerin             | Alter Garten                   | Deutschland |
| 7. September 2014  | Bonn                 | KUNST!RASEN                    | Deutschland |
| 12. September 2014 | Zwickau              | Freilichtbühne                 | Deutschland |
| 13. September 2014 | Bayreuth             | Oberfrankenhalle               | Deutschland |
| 26. September 2014 | Münster              | Schlosspark                    | Deutschland |
| 27. September 2014 | Blaustein            | Lix-Areal                      | Deutschland |
| 7. Dezember 2014   | Saalbach-Hinterglemm | Schwarzacherlift               | Österreich  |
| 27. Februar 2015   | Mainburg             | Festwiese                      | Deutschland |
| 9. Mai 2015        | Cottbus              | Stadthalle                     | Deutschland |
| 10. Mai 2015       | Rostock              | Stadthalle                     | Deutschland |
| 19. Juni 2015      | Halle (Westf.)       | Gerry-Weber-Stadion            | Deutschland |
| 4. Juli 2015       | Straubing            | Bluetone                       | Deutschland |
| 10. Juli 2015      | Bad Mergentheim      | Schlosshof                     | Deutschland |
| 11. Juli 2015      | Benediktbeuern       | Kloster                        | Deutschland |
| 12. Juli 2015      | Linz                 | Tabakfabrik                    | Österreich  |
| 16. Juli 2015      | Braunschweig         | Raffteich                      | Deutschland |
| 17. Juli 2015      | Chemnitz             | Theaterplatz                   | Deutschland |
| 26. Juli 2015      | Winterbach           | Festzelt                       | Deutschland |
| 1. August 2015     | Gießen               | Messe                          | Deutschland |
| 19. August 2015    | Ötigheim             | Volksschauspiele               | Deutschland |
| 20. August 2015    | Rottweil             | Kraftwerk                      | Deutschland |
| 22. August 2015    | Fulda                | Universitätsplatz              | Deutschland |
| 23. August 2015    | Gampel               | Open Air Gampel                | Schweiz     |
| 28. August 2015    | Zweibrücken          | Herzogplatz                    | Deutschland |
| 29. August 2015    | Koblenz              | Deutsches Eck                  | Deutschland |
| 5. September 2015  | Hannover             | Expo Plaza                     | Deutschland |
| 12. September 2015 | Nordhorn             | Grafschaft-Open-Air            | Deutschland |
| 19. September 2015 | Löbau                | Messe- und Veranstaltungshalle | Deutschland |

## Setlist
Die Setlist während der Lieder Tour bestand aus 19 Liedern. Sie bestand teils aus Liedern seines Debütalbums, aus einer Zusammenstellung von älteren Gastbeiträgen sowie Stücken aus seinen Bandprojekten The Boyz und Ich + Ich. Die folgende Liste ist eine Übersicht des Sets, die Tawil während der Tour spielte (München, 21. April 2014):
1. Dunkelheit
2. Immer da
3. Wenn du liebst
4. Weinen
5. Unter Wasser
6. Graffiti Love
7. Du erinnerst mich an Liebe
8. Kartenhaus
9. Vermiss mich
10. Auf Sand gebaut
11. Pflaster
12. Stadt
13. Lieder

Zugabe 1:
1. Medley (Der Himmel soll warten, One Minute und Prison Break Anthem (Ich glaub’ an dich))
2. Aschenflug
3. Herzschrittmacher
4. So soll es bleiben

Zugabe 2:
1. Stark
2. Vom selben Stern[14]